# 丹萨克
丹萨克（法語：Dinsac，法語發音：[dɛ̃sak]）是法国新阿基坦大区上维埃纳省的一个市镇，属于贝拉克区。

## 地理
丹萨克（46°13'52"N, 1°7'3"E）面积19.43 平方千米，位于法国新阿基坦大区上维埃纳省，该省份为法国中西部省份，北起顺时针与安德尔省、克勒兹省、科雷兹省、多爾多涅省、夏朗德省和维埃纳省接壤。
与丹萨克接壤的市镇（或旧市镇、城区）包括：拉巴泽日、勒多拉、马尼亚克拉瓦勒、奥拉杜尔圣热内、泰尔萨讷。

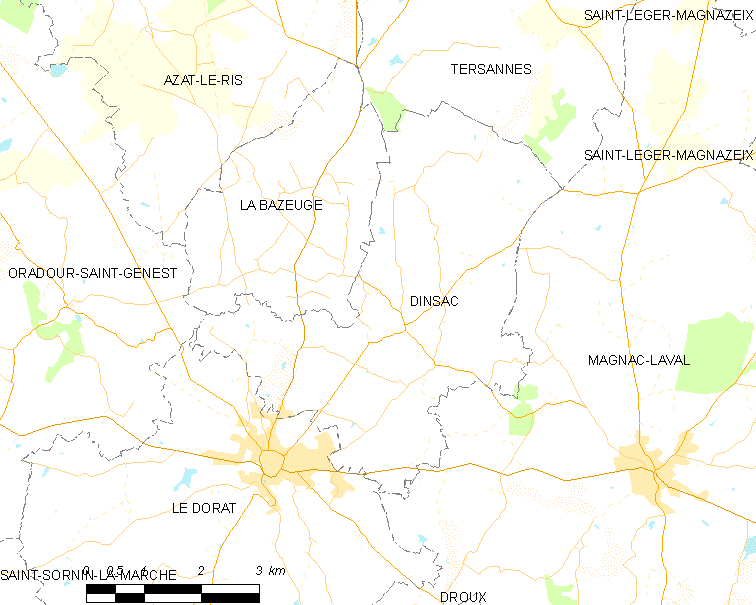
丹萨克的OSM定位图

丹萨克的时区为UTC+01:00、UTC+02:00（夏令时）。

## 行政
丹萨克的邮政编码为87210，INSEE市镇编码为87056。

## 政治
丹萨克所属的省级选区为沙托蓬萨克县。

## 人口

1962-2008年间丹萨克人口变化图示

丹萨克于2022年1月1日时的人口数量为245人。